# Eric Adams
Eric Leroy Adams (født 1. september 1960) er en amerikansk politiker og tidligere politibetjent som fra 1. januar 2022 er borgmester i New York City. Han var tidligere formand for bydelsrådet i Brooklyn.
Adams arbejdede i politiet i New York City i 22 år og trak sig tilbage som politikaptajn i 2006. Han sad i delstatssenatet for New York fra 2006 til 2013 og blev valgt til formand for bydelsrådet i Brooklyn i november 2013 og genvalgt i november 2017. Han er den første afroamerikaner der besidder embedet.
17. november 2020 annoncerede Adams sit kandidatur til borgmesterposten i New York City. Tidlige meningsmålinger viste at Adams var placeret efter Andrew Yang som nød godt af være blevet kendt da han søgte at blive demokratisk kandidat til præsidentvalget i 2020. Men Adams vandt primærvalget om at blive demokratisk borgmesterkandidat i juli 2021. Han vandt over republikaneren Curtis Sliwa ved borgmestervalget.